# Ecuație integrală
În matematică, o ecuație integrală este o ecuație în care funcția necunoscută apare sub un semn de integrală. Există o legătură strânsă între ecuațiile integrale și ecuațiile diferențiale. Anumite probleme, de exemplu ecuațiile lui Maxwell, pot fi formulate în ambele moduri.
Studiul ecuațiilor integrale a început din 1896 cu un memoriu al lui Vito Volterra.